# Oliver Venno
Oliver Venno (* 23. Mai 1990 in Tartu) ist ein estnischer Volleyball- und Beachvolleyballspieler.

## Karriere
Venno begann im Jahr 2000 seine Volleyball-Karriere, weil seine Eltern den Sport ebenfalls ausübten. Von 2006 bis 2009 spielte er in seiner Heimatstadt bei Tartu Pere Leib. Neben drei nationalen Vizemeisterschaften gewann er mit dem Verein 2008 den estnischen Pokal. In der Saison 2009/10 schaffte er mit ACH Volley Bled nicht nur das slowenische Double, sondern erreichte auch das Final Four der Champions League. Anschließend wechselte der Diagonalangreifer zum VfB Friedrichshafen und wurde auch deutscher Meister. Mit der estnischen Nationalmannschaft nahm er an den Europameisterschaften 2009 in der Türkei sowie 2011 in Österreich und Tschechien teil.
In jungen Jahren war Venno außerdem als Beachvolleyballer erfolgreich. Mit seinem Partner Kristo Kollo wurde er 2007 U18-Europameister und ein Jahr später gewann das Duo die U19-Weltmeisterschaft.